# 乌尔贝克科什雷勒
乌尔贝克科什雷勒（法語：Houlbec-Cocherel，法語發音：[ulbɛk kɔʃʁɛl]）是法国厄尔省的一个市镇，属于埃夫勒区。

## 地理
乌尔贝克科什雷勒（49°4'26"N, 1°21'50"E）面积11.64 平方千米，位于法国诺曼底大区厄尔省，该省份为法国北部内陆省份，北起滨海塞纳省，西接奧恩省和卡爾瓦多斯省，南至厄尔-卢瓦省，东临瓦兹省、瓦兹河谷省和伊夫林省。
与乌尔贝克科什雷勒接壤的市镇（或旧市镇、城区）包括：尚布赖、阿当库尔科什雷勒、厄尔河畔茹伊、梅尼耶、梅尔塞、鲁夫赖、拉沙佩勒隆格维尔。

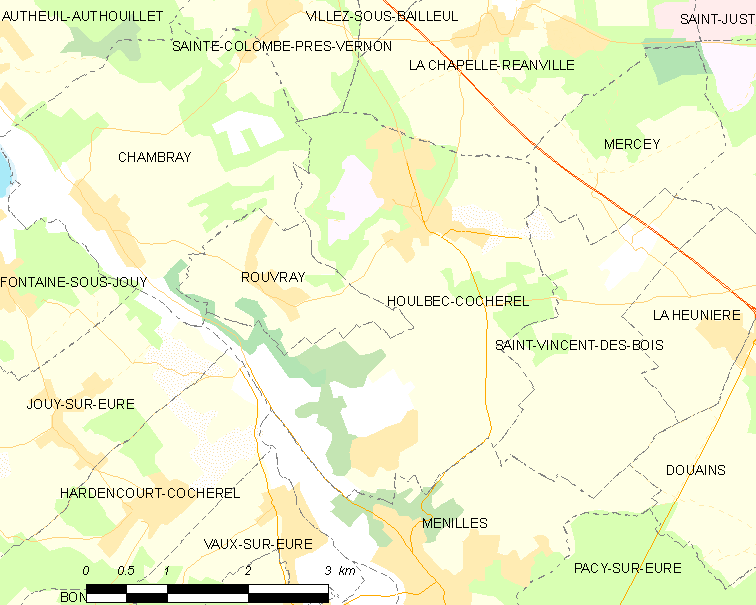
乌尔贝克科什雷勒的OSM定位图

乌尔贝克科什雷勒的时区为UTC+01:00、UTC+02:00（夏令时）。

## 行政
乌尔贝克科什雷勒的邮政编码为27120，INSEE市镇编码为27343。

## 政治
乌尔贝克科什雷勒所属的省级选区为厄尔河畔帕西县。

## 人口

1962-2008年间乌尔贝克科什雷勒人口变化图示

乌尔贝克科什雷勒于2022年1月1日时的人口数量为1270人。